# Bayamón F.C.
Bayamón FC es un club de fútbol puertorriqueño, localizado en la ciudad de Bayamón, Puerto Rico.

## Historia

#### Inicios
El Bayamón FC fue fundado en el año 1999. Jugaron en la Liga Mayor de Fútbol Nacional desde los años 1999 al 2005. Tuvieron éxito durante su época en la liga, siendo campeones en los años 2000 y 2000. El club estuvo inactivo durante los años 2006-2008

#### 2009-2013
En el 2009 el club regresó para participar en la Puerto Rico Soccer League en la temporada 2009, siendo campeones de los playoffs ese año. El club no regresó a la liga en el 2010, y se unió a la Liga Nacional de Fútbol de Puerto Rico obteniendo los campeonatos en el 2010 y 2011.

#### 2014
Bayamón FC estaba listo para jugar en la National Premier Soccer League para la temporada 2014. Aurelio Ruíz fue el técnico durante esa etapa preparatoria donde al mismo tiempo ganaron el campeonato de clubes del Caribe y clasificaron a la Liga de Campeones de la CONCACAF. Sin embargo, no se logró tramitar todo para participar en la liga así que el Bayamón FC junto al nuevo técnico Francisco Arias, se concentró en la Liga de Campeones donde enfrentaron al Club América de México y CSD Comunicaciones de Guatemala. 
El club no obtuvo los resultados esperados, pues fueron goleados 6-1 y 10-1 por Club América, y cayeron por menos margen de gol ante Comunicaciones.

#### 2015-2017
El club participó nuevamente en la Puerto Rico Soccer League saliendo campeones en el 2016. Delfín Ferreres se unió como técnico en el 2016.

#### 2018-presente
En el 2018, Marco Vélez regresó como técnico del club donde obtuvieron el título del Torneo Preparatorio de la Federación Puertorriqueña de Fútbol.
A partir de mediados de 2018, el club arrancó su participación en la nueva Liga Puerto Rico, que es la liga que ocupa la primera división en la isla.
En la temporada 2021, Bayamón FC se coronó campeón de la Liga Puerto Rico al derrotar 2-1 al Metropolitan FA.
Bayamón FC clasificó al CONCACAF Caribbean Club Shield 2022 que se celebró en Puerto Rico. Lograron obtener el campeonato tras derrotar 2-1 al Inter Moengotapoe.

## Estadio
Actualmente el equipo utiliza al Bayamón Soccer Complex como centro de entrenamientos y de partidos oficiales. El complejo cuenta con 3 canchas, 2 de grama natural y 1 de grama sintética. Cuenta con una casa de estadía para jugadores, y facilidades únicas en todo Puerto Rico. 

## Directiva del Club
Presidente: Alberto Santiago

## Palmarés

### Torneos nacionales
- Campeón del CONCACAF Caribbean Club Shield 2022
- Campeón de la Liga Puerto Rico en 2021
- Campeón de la Liga Nacional de Fútbol de Puerto Rico en 2012
- Campeón de la Liga Nacional de Fútbol de Puerto Rico en 2011
- 4.º Lugar en la Copa del Caribe (CFU) en 2010
- Campeón Puerto Rico Soccer League en 2009
- Subcampeón de la Liga Nacional de Fútbol de Puerto Rico en 2009

### Torneos internacionales
- Campeón de la CONCACAF Caribbean Club Shield en 2022